# Пресвитерианская церковь Кореи Тхонхап
Пресвитерианская церковь Кореи Тхонхап (кор. 대한예수교장로회 통합) — христианская деноминация в Республике Корея.
Церковь является одной из самых многочисленных протестантских конфессий в Южной Корее.

## История
Пресвитерианство в Корее было восстановлено после Второй мировой войны в 1947 году и приняло название «Реформаторская церковь в Корее». В 1950-х годах церковь переживала напряжённость по поводу богословия, экуменизма и богослужения, разделившись в поддержку за и против президента Пресвитерианской семинарии Пак Хён Рёна (박형룡 朴亨龍, 1897—1978), и в 1959 году распалась на две равные части: «Пресвитерианская церковь Кореи (Тхонхап)» за Пака и «Пресвитерианская церковь в Корее Хаптон» (кор. 대한예수교장로회 합동) против Пака.
В 1984 году церковь отметила 100-летие пресвитерианства в Корее.
В 1884 году Гораций Ньютон Аллен, медицинский миссионер из Северной пресвитерианской церкви в Соединённых Штатах, и его жена приехали в страну и основали в Кванхевоне современную больницу. Аллен спас жизнь Мин Ён Ика, родственника короля, который был тяжело ранен во время мятежа года Капсин. Вскоре в Корее разнеслись слухи о «воскрешении» принца иностранцем с густой рыжей бородой, и множество людей начало стекаться к дому Аллена. Используя этот интерес, он стал помогать корейцам, а позже предложил Министерству иностранных дел создать госпиталь в Сеуле. Через год после его открытия Аллен основал медицинскую школу — первое официальное медицинское учебное заведение в стране. 25 октября 1885 года Гораций Ньютон Аллен, первый протестантский миссионер в Корее, принял титул мандарина[уточнить], чтобы получить доступ к королю. Это было важно для него, поскольку Аллен стремился завоевать поддержку монарха для христианской церкви. Эти достижения укрепили его связь с королевским двором, и вскоре он занял должности секретаря дипломатической миссии США в Корее, а затем генерального консула. Долгие годы служения доктора Аллена открыли Корее западную медицину, положили начало индустриализации и создали возможности для распространения христианства.

## США
Церковь связана со своей дочерней деноминацией, Корейской пресвитерианской церковью в Америке (англ. Korean Presbyterian Church in America, KPCA) в Соединенных Штатах. В 2009 году дочерняя церковь приняла название «Корейская пресвитерианская церковь за рубежом» (англ. Korean Presbyterian Church Abroad).

## Межцерковные связи
Деноминация является членом Всемирного сообщества реформатских церквей и Всемирного совета церквей.

## Доктрина
Апостольский Символ веры и Вестминстерское исповедание являются официально признанными исповеданиями церкви.

## Статистика
По данным Всемирного совета церквей, в 8200 общинах насчитывается 2,85 миллиона членов. По данным Всемирного сообщества реформатских церквей у Тхонхап около 2,1 миллиона членов, в 2004 году насчитывалось 6000 общин в 56 пресвитериях.